# Yōichi Masuzoe
Yōichi Masuzoe (jap. 舛添要一 Masuzoe Yōichi; ur. 29 listopada 1948 w Kitakyūshū) – japoński polityk, minister zdrowia, pracy i opieki społecznej. Członek Izby Radców od 2001 z ramienia Partii Liberalno-Demokratycznej.

## Życiorys
Yōichi Masuzoe urodził się w 1948 w miejscowości Yahata w prefekturze Fukuoka. W czerwcu 1976 ukończył studia na Wydziale Prawa Uniwersytetu Tokijskiego. W latach 1973–1975 był pracownikiem naukowym w Instytucie Historii Współczesnych Stosunków Międzynarodowych na Uniwersytecie Paryskim, a od 1976 do 1978 w Instytucie Wyższych Studiów Międzynarodowych na Uniwersytecie Genewskim. W latach 1979–1994 zajmował stanowisko profesora nauk politycznych i historii na Uniwersytecie Tokijskim. 
Masuzoe w czasie swojej kariery zawodowej był częstym gościem telewizyjnych programów publicystycznych, w których udzielał komentarzy na tematy polityki międzynarodowej. W lipcu 2001 został wybrany do Izby Radców, wyższej izby japońskiego parlamentu, z ramienia Partii Liberalno-Demokratycznej (PLD). W wyborach uzyskał 1,58 mln głosów, najwięcej spośród wszystkich kandydatów w głosowaniu proporcjonalnym. Od października 2003 do października 2004 oraz ponownie od listopada 2005 do września 2006 pełnił w niej funkcję przewodniczącego Komisji Spraw Zagranicznych i Obrony. Od października 2006 do sierpnia 2007 pełnił funkcję przewodniczącego Komisji Konstytucyjnej. 
W wyborach do izby wyższej w lipcu 2007 uzyskał reelekcję jako kandydat PLD. 27 sierpnia 2007 został mianowany ministrem zdrowia, pracy i opieki społecznej w rządzie premiera Shinzō Abe. Stanowisko to zachował w nowym gabinecie premiera Yasuo Fukudy, sformowanym 25 września 2007. Rok później, 24 września 2008, Masuzoe raz jeszcze otrzymał stanowisko w nowym rządzie premiera Tarō Asō i zajmował je do końca jego kadencji.